# کوه‌های تی‌تی‌وانگسا
کوه‌های تی‌تی‌وانگسا (تایلندی: ทิวเขาสันกาลาคีรี) (مالایی: Banjaran Titiwangsa) که در نزد مردم محلی با نام بانجاران بسار (به معنی رشته کوه اصلی) معروف است، رشته کوه‌هایی است که شاکله شبه‌جزیره مالایی را شکل داده است. بخش شمالی این رشته کوه در تایلند جنوبی است.
این رشته کوه همچون یک جدا کننده طبیعی عمل می‌کند، شبه‌جزیره مالزی و همچنین جنوبی‌ترین بخش تایلند را به نواحی ساحلی شرقی و غربی تقسیم می‌کند. این رشته کوه همچنین به عنوان آب‌پخشان برخی از رودهای اصلی شبه‌جزیره مالزی همچون پاهانگ، پراک، کلانتان، کلانگ و موار عمل می‌کند.طول این رشته کوه از شمال به جنوب، ۴۸۰ کیلومتر است.